# Windows 8
Windows 8 – wersja systemu operacyjnego Microsoft Windows, produkowanego przez Microsoft. Jest przeznaczona do użytku na komputerach osobistych, włączając w to domowe i firmowe komputery stacjonarne, laptopy i tablety PC. Proces rozwoju systemu rozpoczął się w 2009 roku przed premierą jego poprzednika Windows 7. Jego istnienie zostało potwierdzone na targach CES 2011, gdzie zaprezentowano wersję działającą na procesorze ARM, następnie od września 2011 do maja 2012 wydano trzy wersje rozwojowe systemu. 27 sierpnia 2012 system został uznany za ukończony i uzyskał status RTM. Oficjalna premiera systemu Windows 8 odbyła się 26 października 2012 roku w Nowym Jorku. Razem z nim Microsoft zaprezentował system Windows Phone 8, przeznaczony na telefony komórkowe.
Do tej pory Microsoft wydał następujące wersje systemu: trzy wydania rozwojowe – Developer Preview, Consumer Preview, Release Preview oraz przeznaczone dla użytkownika końcowego Windows 8, Windows 8 Pro, Windows 8 Enterprise i ich europejskie wersje N, a także okrojoną wersję Windows RT przeznaczoną na urządzenia z procesorem ARM, niedostępną w sprzedaży indywidualnej, lecz jedynie na zasadzie licencji OEM dołączonej do urządzenia.
Windows 8 wprowadza znaczące zmiany, przede wszystkim skoncentrowane na poprawieniu doświadczeń użytkowników urządzeń mobilnych takich jak tablety, aby rywalizować na rynku z innymi systemami operacyjnymi przeznaczonymi na urządzenia mobilne jak Android firmy Google i iOS firmy Apple.
Microsoft zmienił również logo Windows, aby było zgodne z nowym środowiskiem graficznym.

## Historia
- W marcu 2009 roku przedstawicielka Microsoft Windows Server Group, Soni Meinke, powiedziała w wywiadzie dla Channel9, że trwają już prace projektowe nad nowym systemem operacyjnym, który ma nosić nazwę Windows 8[5].
- 16 grudnia 2010 roku o godzinie 18:45 został skompilowany build 7904 (Milestone 2) systemu z nowym jądrem w wersji 6.2.
- 6 stycznia 2011 roku Microsoft zaprezentował na targach CES 2011 kompilację 7867 działającą na komputerach z procesorami ARM.
- 3 marca 2011 chiński serwis[6] udostępnił zrzuty ekranu kompilacji 7910.
- 12 kwietnia 2011 nastąpił wyciek wczesnej wersji Milestone 1 (build 7850).
- 18 czerwca 2011 wyciekł build 7989 systemu Windows 8 na etapie Milestone 3.
- 14 września 2011 udostępniony został oficjalny Developer Preview Windows 8 (build 8102).
- 17 lutego 2012 roku na blogu firmy Microsoft ukazała się informacja o zmianie logo dla Windows 8. Nowe logo zostało zaprojektowane przez firmę Pentagram i nawiązuje zarówno do języka projektowania Modern UI, jak również do pierwszego systemu operacyjnego z rodziny Windows – Windows 1.0[7]
- 29 lutego 2012 został udostępniony Windows 8 Consumer Preview (build 8250).
- 1 czerwca 2012 został udostępniony Windows 8 Release Preview (build 8400)[8]. Można było go używać do 15 stycznia 2013.
- 27 lipca 2012 system zdobył status RTM i tym samym prace nad nim zostały zakończone[9].
- 12 stycznia 2016 Microsoft oficjalnie zakończył podstawowe wsparcie dla Windows 8.

W systemie głównym interfejsem jest Modern UI (wcześniej znany pod nazwą Metro) z zupełnie nowym podsystemem aplikacji zwanym AppX. Programy dla interfejsu Modern UI można nabyć w nowo utworzonym sklepie Windows Store na wzór Mac App Store, Google Play czy Centrum Oprogramowania Ubuntu. Tryb pulpitu znany z poprzednich wersji Windows jest osobną aplikacją. Menu Start zostało zastąpione przez ekran Start z przypiętymi programami w formie kafelków. Podobnie jak menu Start w systemie Windows 7, ekran startowy w systemach Windows 8 i Windows RT skupia w jednym miejscu wszystkie najważniejsze informacje. W finalnej wersji tego systemu został usunięty efekt przezroczystości interfejsu Aero. W systemie jest obsługiwana synchronizacja niektórych aplikacji i ustawień pomiędzy różnymi urządzeniami podłączonymi do tego samego konta Microsoft.
W systemie Windows ulepszono DFSR (Distributed File System Replication), przebudowano jego jądro, dostosowano do większej ilości zadań, dodano obsługę klastrów oraz opcji replikacji jednostronnej. Microsoft zmienił dostęp do plików w oddziałach firm.
Dodatkowo Windows 8 jest przystosowany do korzystania z nowych technologii takich jak USB 3.0, Near Field Communication (NFC) i cloud computing. Okrojona wersja systemu o nazwie RT wspiera procesory ARM.
System zawiera nowe funkcje zabezpieczeń, takie jak wbudowane oprogramowanie antywirusowe, nowy proces instalacji zoptymalizowany dla dystrybucji cyfrowej, a także wsparcie dla UEFI, które pozwala systemom operacyjnym być podpisanymi cyfrowo, aby zapobiec działaniu złośliwego oprogramowania, które mogłoby zmienić program rozruchowy.

### Edycje
System jest dostępny w wersji zwykłej, Pro i Windows RT dla architektury ARM, a także wersji Enterprise dla firm.

#### Windows 8
Standardowa edycja systemu dla architektury x86/x64.

#### Windows 8 Pro
Bogatsza edycja dla architektury x86/x64. W tym wydaniu znajduje się wiele dodatkowych funkcji, m.in. możliwość podłączania się do domeny, umożliwia połączenie się z komputerem za pomocą Windows Remote Desktop. Zawiera dodatkowe elementy np.: oprogramowanie do wirtualizacji czy narzędzie szyfrujące dyski (BitLocker).

#### Windows 8 Enterprise
Edycja posiada wszystkie funkcje Windows 8 Pro i dodatkowe narzędzia, które mogą być przydatne w małych i średnich firmach, m.in. funkcję Windows To Go.
Dodatkowe opcje w Enterprise:
Windows to Go – dzięki któremu możemy zainstalować system na pamięć flash USB i uruchomić go bezpiecznie na dowolnym komputerze,
Direct Access – zdalny dostęp do zasobów sieci korporacyjnej przez VPN,
Branch Cache – możliwość składowania plików i innych zasobów na serwerze, w celu przyśpieszenia dostępu do nich,
App Locker – możliwość blokowania instalacji pewnych aplikacji przez administratora.

#### Windows RT
Wydanie dedykowane procesorom opartym na architekturze ARM. W Windows RT został zintegrowany pakiet biurowy Microsoft Office 2013, który obejmuje cztery składniki: Worda, Excela, PowerPointa oraz OneNote.
Główną różnicą jest fakt, że Windows RT nie umożliwia uruchamiania aplikacji przeznaczonych dla starszych wersji systemu Windows, czyli wyświetlanych w trybie pulpitu – dostępne są tam jedynie aplikacje Microsoftu. Można natomiast uruchamiać programy pobrane z Windows Store.
Windows RT nie zawiera programów Windows Media Player i Windows Media Center, nie umożliwia tworzenia grupy domowej (można dołączyć do istniejącej, ale nie można utworzyć nowej), przyłączania do domeny. Nie można się również z nim łączyć przy pomocy pulpitu zdalnego. Nie jest on sprzedawany w „pudełku”.

## Aktualizacje

### Windows 8.1
Windows 8.1 (nazwa kodowa „Windows Blue”) – aktualizacja systemu Windows 8 wprowadzona oficjalnie 17 października 2013.
Zmiany to m.in. udoskonalona wyszukiwarka oraz menadżer plików (lokalnych i z usługi OneDrive) dla interfejsu Modern UI. Zwiększono integrację systemu z usługą OneDrive oraz dodano domyślnie zainstalowany klient Skype. Ponadto usługa Windows Update potrafi automatycznie aktualizować programy ze sklepu Windows Store.
Zmodernizowany został także ekran Start. Umożliwia on większą personalizację, np. wybór kolorów z pełnej palety RGB czy tło z dowolnego pliku graficznego. Alternatywnie można ominąć ekran startowy i przejść bezpośrednio na pulpit automatycznie zaraz po zalogowaniu. Rozbudowano także panel ustawień systemu w wersji Modern UI. Przy wyświetlaniu kilku aplikacji Modern UI będzie można ułożyć je obok siebie w dowolnych proporcjach do maksymalnie 4 sztuk naraz (zależy to od rozdzielczości ekranu). Możliwe będzie uruchomienie kilku instancji niektórych aplikacji Modern UI. Zmiany wprowadzone zostaną także w pracy wielomonitorowej: skalowanie obrazu może być ustalone dla każdego monitora niezależnie, a programu Modern UI mogą pojawiać się na dowolnej liczbie ekranów jednocześnie (w przeciwieństwie do Windowsa 8, gdzie mogły tylko na jednym). Możliwe jest opcjonalnie wyłączenie tzw. gorących narożników.
Aktualizacja zawiera przeglądarkę Internet Explorer 11. W trybie Modern UI umożliwi otwieranie dowolnej liczby kart i synchronizacji ich z innymi komputerami, a pasek adresu będzie mógł być wyświetlany przez cały czas.
Aktualizacja jest dostępna bezpłatnie dla wszystkich posiadaczy licencji na Windows 8.
Publiczna wersja testowa ukazała się 26 czerwca 2013 roku na konferencji Build w San Francisco.

### Spring Update[32][33]
Jest to aktualizacja dla systemu Windows 8.1, która pojawiła się 8 kwietnia 2014 w usłudze Windows Update.
Wprowadza ona głównie zmiany w interfejsie np. pokazywanie uruchomionych aplikacji Modern UI na pasku zadań z możliwością ich przypięcia (domyślnie przypięty jest sklep Windows Store). Pasek zadań może być wyświetlony w dowolnym programie ModernUI. Dodatkowo w każdym programie ModernUI pojawił się pasek zawierający przyciski zamknij i zminimalizuj.
Na ekranie startowym pojawił się przycisk wyszukiwania oraz wyłączania komputera.

## Wymagania systemowe[35][36]

### Minimalne
- Procesor: 1 GHz
- Instrukcje procesora: Rozszerzenie Physical Address Extension (PAE), obsługa No eXecute (NX lub XD – eXecute Disable – w przypadku procesorów Intela), zestaw instrukcji SSE2
- RAM: 1 GB dla wersji 32-bitowej oraz 2 GB dla wersji 64-bitowej
- Dysk twardy: 16 GB wolnego miejsca dla wersji 32-bitowej, 20 GB wolnego miejsca dla wersji 64-bitowej
- Karta graficzna: Obsługa DirectX 9 z WDDM 1.0, ekran o rozdzielczości 800 × 600 pikseli lub większa

### Zalecane
- Procesor: Intel Core 2 Duo 2,00 GHz / Athlon 64 X2 dla wersji 32- i 64-bitowej
- RAM: 1 GB dla wersji 32-bitowej, 2 GB dla wersji 64-bitowej
- Dysk twardy: 16 GB wolnego miejsca dla wersji 32-bitowej, 20 GB wolnego miejsca dla wersji 64-bitowej
- Karta graficzna: Obsługa DirectX 11 z WDDM 1.2, ekran o rozdzielczości 1366 × 768 pikseli lub większej do obsługi podziału ekranu przy korzystaniu z programów środowiska Modern UI

### Dodatkowe wymagania związane z określonymi funkcjami
- Aby korzystać z opcji dotykowych, potrzebny jest tablet lub monitor z obsługą wielodotyku.
- Aby przejść do sklepu Windows Store oraz pobrać i uruchomić aplikacje w interfejsie Modern UI, wymagane jest połączenie internetowe oraz ekran o rozdzielczości co najmniej 1024 × 768 pikseli.
- Aby przeciągać aplikacje (obsługa podziału ekranu przy korzystaniu z programów środowiska Modern UI), wymagany jest ekran o rozdzielczości co najmniej 1360 × 768 pikseli dla Windows 8 oraz 1024 × 768 pikseli dla Windows 8.1.
- Dostęp do Internetu (mogą się z tym wiązać opłaty pobierane przez usługodawcę internetowego), wymagany w celu aktywacji systemu.

### Dla tabletów i urządzeń hybrydowych
- minimum 5 punktów dotykowych
- 5 tradycyjnych przycisków: power, blokadę rotacji ekranu, klawisz Windows oraz regulację głośności (nową kombinacją klawiszy o funkcjonalności kombinacji Ctrl+Alt+Del jest Win+Power)
- Bluetooth 4.0
- Wi-fi
- kamera HD Ready (720p)
- żyroskop
- akcelerometr
- magnetometr
- czujnik światła
- port USB 2.0 (min. jeden)
- rozdzielczość minimum 1366 × 768 pikseli dla Windows 8 lub 1024 × 768 pikseli dla Windows 8.1
- obsługa Direct3D 10

## Kontrowersje
Windows 8 wzbudził mieszane uczucia konsumentów. Mimo pozytywnej reakcji na poprawę wydajności, przyśpieszenie systemu, skrócenie czasu uruchamiania, ulepszenie zabezpieczeń i lepsze wsparcie dla urządzeń z ekranem dotykowym, nowy interfejs użytkownika Modern UI został powszechnie skrytykowany jako nieintuicyjny, dezorientujący i niewygodny (zwłaszcza w przypadku korzystania z klawiatury i myszy, zamiast ekranu dotykowego). Mimo tych niedociągnięć, 60 milionów licencji Windows 8 zostało sprzedanych do stycznia 2013 roku. Obejmuje to także aktualizacje oraz licencje OEM zainstalowane na nowych komputerach.

### Zbieranie danych o zainstalowanych programach
Usługa SmartScreen w Windows 8 zbiera informacje o każdej aplikacji instalowanej w systemie i wysyła je do firmy Microsoft, poprzez kanał łączności (aczkolwiek wykryto luki w protokole i jest on uznawany za źle zabezpieczony). Firma Microsoft potwierdziła doniesienia o zbieraniu danych, twierdzi jednak, że nie kasuje od razu adresu IP, lecz „cyklicznie owe numery są usuwane z dzienników”. Oświadczyła, że nie wykorzystuje tych informacji by identyfikować, kontaktować się z lub stosować spersonalizowane reklamy wobec użytkowników, nie dzieli się też tymi informacjami z firmami trzecimi.
Natomiast w oświadczeniu nie podano informacji na temat przekazywania danych agencjom federalnym, np. Microsoft przyznał, że już nieraz przekazywał owym służbom dane swoich użytkowników, przy okazji europejskiej premiery usługi Office 365 na bazie amerykańskiego prawa (tzw. USA Patriot Act).